# 北助松駅

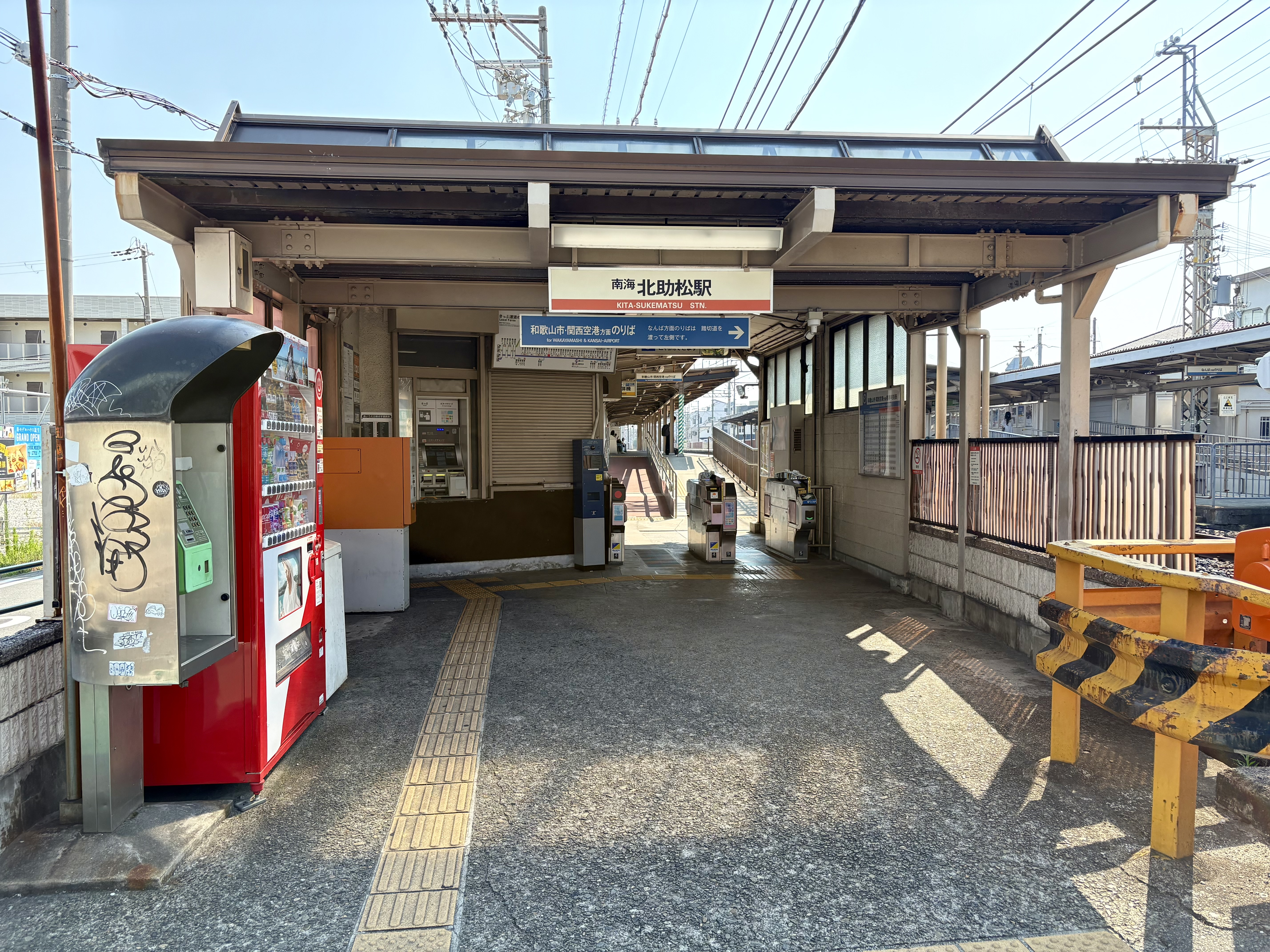
和歌山市方面の駅舎

北助松駅（きたすけまつえき）は、大阪府泉大津市東助松町一丁目にある南海電気鉄道南海本線の駅である。駅番号はNK18。

## 歴史
助松団地の誘致に伴い、最寄り駅として設置された。なお、助松団地は1961年（昭和36年）以降に順次供用されている。将来の構想として、泉大津市が設置する「北助松駅周辺地区まちづくり事務所」での会議等において駅橋上化が発案されている。

### 年表
- 1957年（昭和32年）12月28日：高石町駅（現・高石駅） - 助松駅（現・松ノ浜駅）間に新設開業する。
- 2012年（平成24年）4月1日 ：駅ナンバリングが導入され、使用を開始[3][4]。

## 駅構造
相対式2面2線のホームを持つ地平駅である。開業時点では上り線側のみ改札口があり改札内の連絡通路（踏切）を渡って下り線ホームと接続する構造であったが、後に改札口が上下ホーム毎に独立した形で設けられ、改札内の連絡通路は撤去された。なお、改札口は各ホームの難波駅寄りにある。トイレは上り線側の駅舎に設置されている。

### のりば
| のりば | 路線   | 方向 | 行先                   |
| ------ | ------ | ---- | ---------------------- |
| 1      | 南海線 | 下り | 関西空港・和歌山市方面 |
| 2      | 南海線 | 上り | なんば方面             |

## 利用状況
2019年（令和元年）次の1日平均乗降人員は12,574人（乗車人員：6,360人、降車人員：6,214人）である。
近年の1日平均乗降人員数は下表の通り。
| 年次               | 1日平均 乗降人員 | 順位 | 出典   |
| ------------------ | ---------------- | ---- | ------ |
| 2000年（平成12年） | 12,678           | -    | [ 6 ]  |
| 2001年（平成13年） | 12,271           | -    | [ 7 ]  |
| 2002年（平成14年） | 12,261           | -    | [ 8 ]  |
| 2003年（平成15年） | 12,212           | -    | [ 9 ]  |
| 2004年（平成16年） | 12,192           | 26位 | [ 10 ] |
| 2005年（平成17年） | 12,136           | -    | [ 11 ] |
| 2006年（平成18年） | 12,086           | -    | [ 12 ] |
| 2007年（平成19年） | 12,411           | -    | [ 13 ] |
| 2008年（平成20年） | 12,554           | -    | [ 14 ] |
| 2009年（平成21年） | 12,158           | -    | [ 15 ] |
| 2010年（平成22年） | 12,157           | -    | [ 16 ] |
| 2011年（平成23年） | 12,150           | 23位 | [ 17 ] |
| 2012年（平成24年） | 12,187           |      | [ 18 ] |
| 2013年（平成25年） | 12,643           | 24位 | [ 19 ] |
| 2014年（平成26年） | 12,313           | 23位 | [ 20 ] |
| 2015年（平成27年） | 12,392           | 23位 | [ 21 ] |
| 2016年（平成28年） | 12,442           | 23位 | [ 22 ] |
| 2017年（平成29年） | 12,595           | 23位 | [ 23 ] |
| 2018年（平成30年） | 12,485           | 23位 | [ 24 ] |
| 2019年（令和元年） | 12,574           | 23位 | [ 25 ] |

## 駅周辺

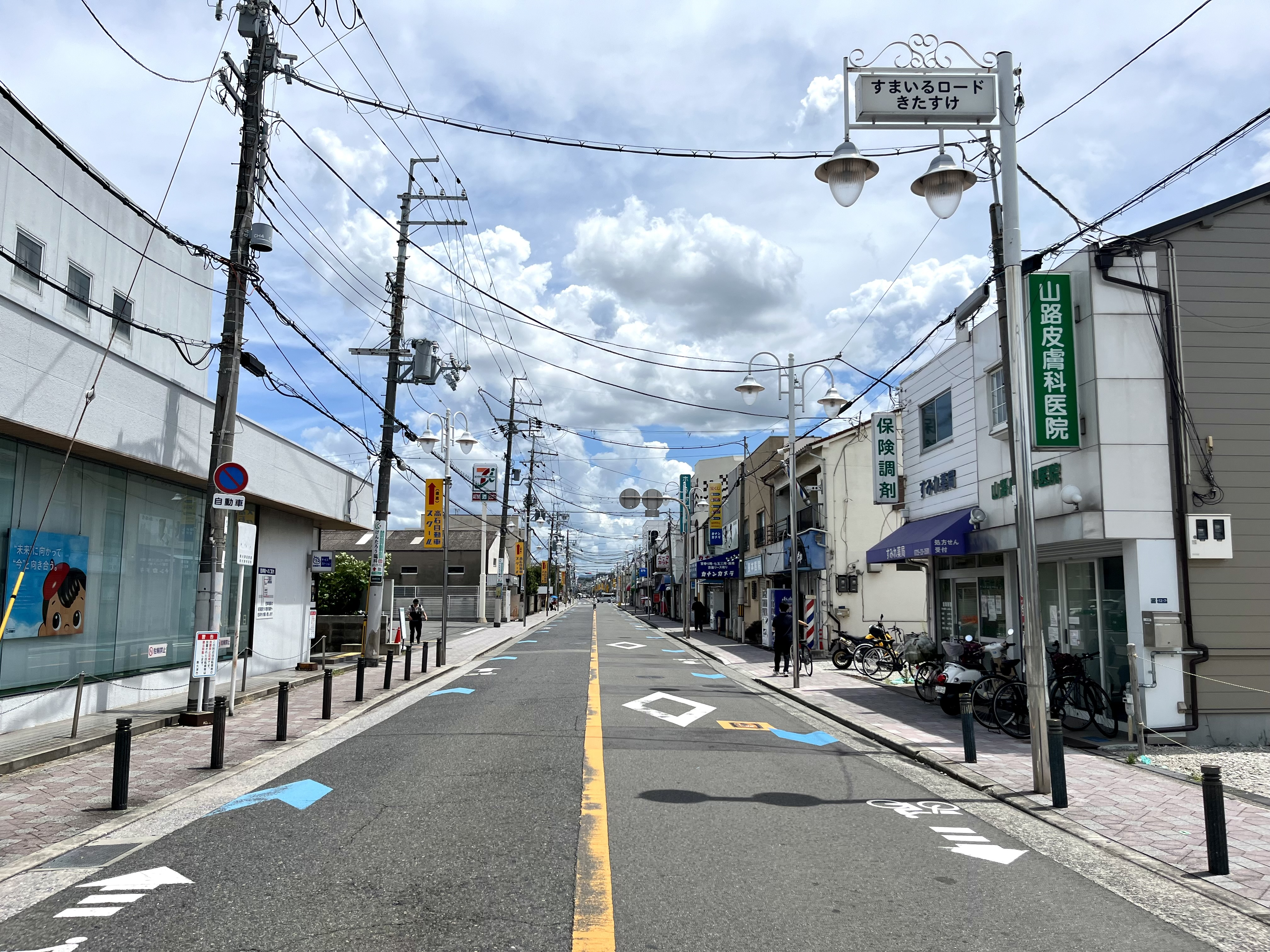
北助松商店街 - 市道助松千原線

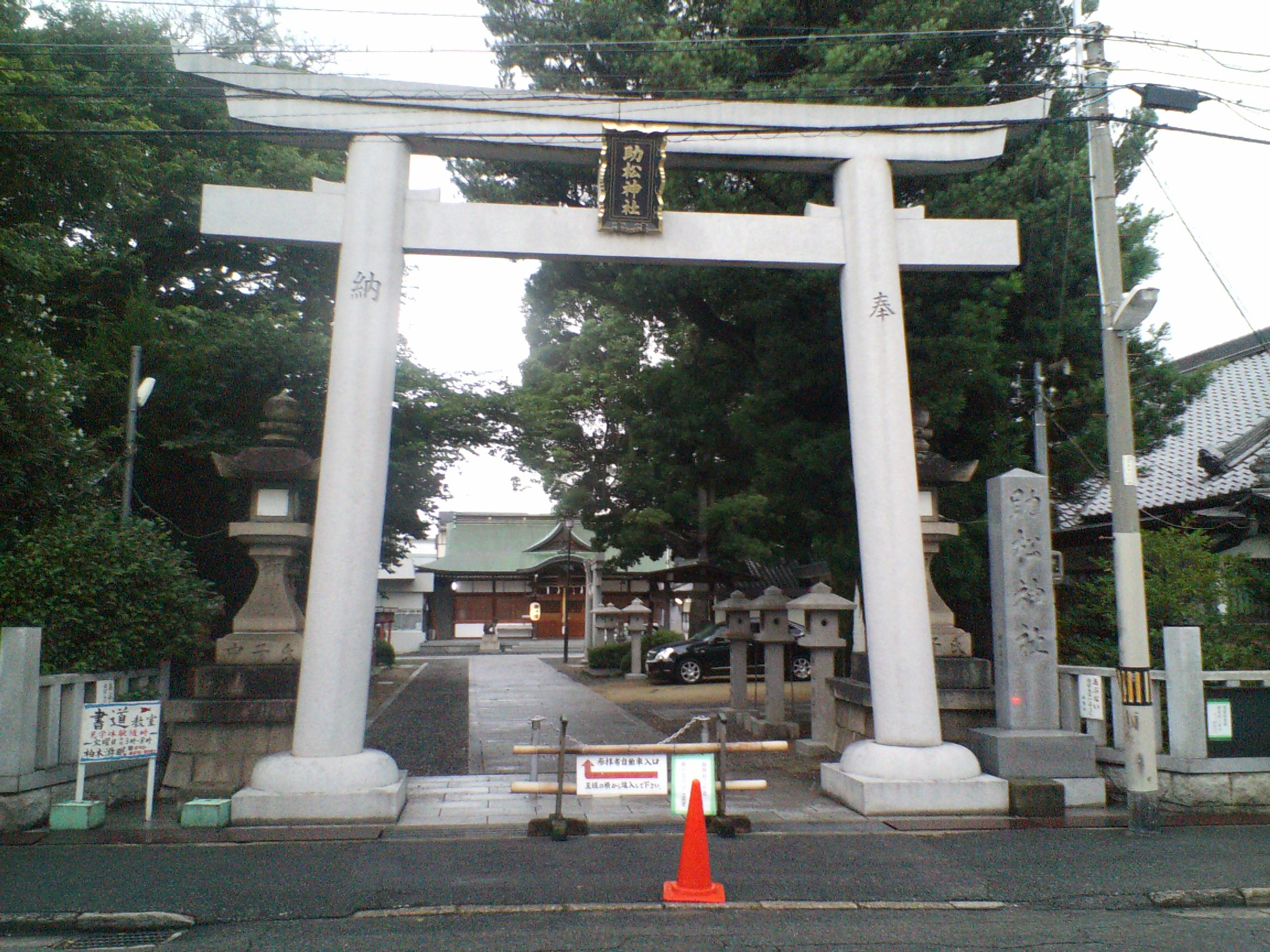
助松神社

駅の北側を横断する道路は「市道助松千原線」と呼称されており、沿道に北助松商店街がある。歴史的には「布引の道」とも言われているが、これは聖神社の神様（信太大明神）が上陸した助松浜から信太郷まで移動した際に布を引いたという伝説にちなんでいる。なお、この道路がおおむね泉大津市と高石市の境界になっており、同商店街も両市にまたがっている。
また、駅の北側を堺泉北道路の高架が通っており、この高架の影響により浜寺公園駅から当駅までの高架化工事では、当駅は高架化の対象となっていない。なお、同じ南海本線で行われている石津川駅 - 高石駅間の高架化が完了した暁には、難波駅から泉大津駅までの区間で当駅が唯一の地上駅となる。
駅付近に公設の駐輪場は（有料・無料とも）無いが、民営の施設が複数運営されている。
- 助松神社
- 助松団地 - 都市再生機構 (UR) が設置・運営する団地（公団住宅）。
- 助松公園

### 文教施設
- 大阪府立高石高等学校
- 大阪府立信太高等学校
- 大阪府立和泉総合高等学校
- 清風南海中学校・高等学校
- 泉大津市立小津中学校
- 南海福祉看護専門学校
- 高石自動車スクール

### 金融機関
- 紀陽銀行 泉北支店・泉大津支店
- 関西みらい銀行 助松支店
- 泉大津森郵便局

### 主な商業施設
駅の北側を東西に走る市道の沿線に商店街を形成している。
コンビニエンスストアやドラッグストアも複数所在する。
- 北助松商店街
- デイリーカナートイズミヤ 北助松店
- スーパー玉出 泉大津店(閉店)
- 業務スーパー 高石綾園店

### その他
- 泉大津警察署 北助松駅前交番[28]
- 市道助松千原線 - 駅の北側を東西に延びる道路。
- 大阪府道36号泉大津美原線
- 大阪府道204号堺阪南線
- 阪神高速道路4号湾岸線 助松出入口
- 堺泉北道路 助松インターチェンジ

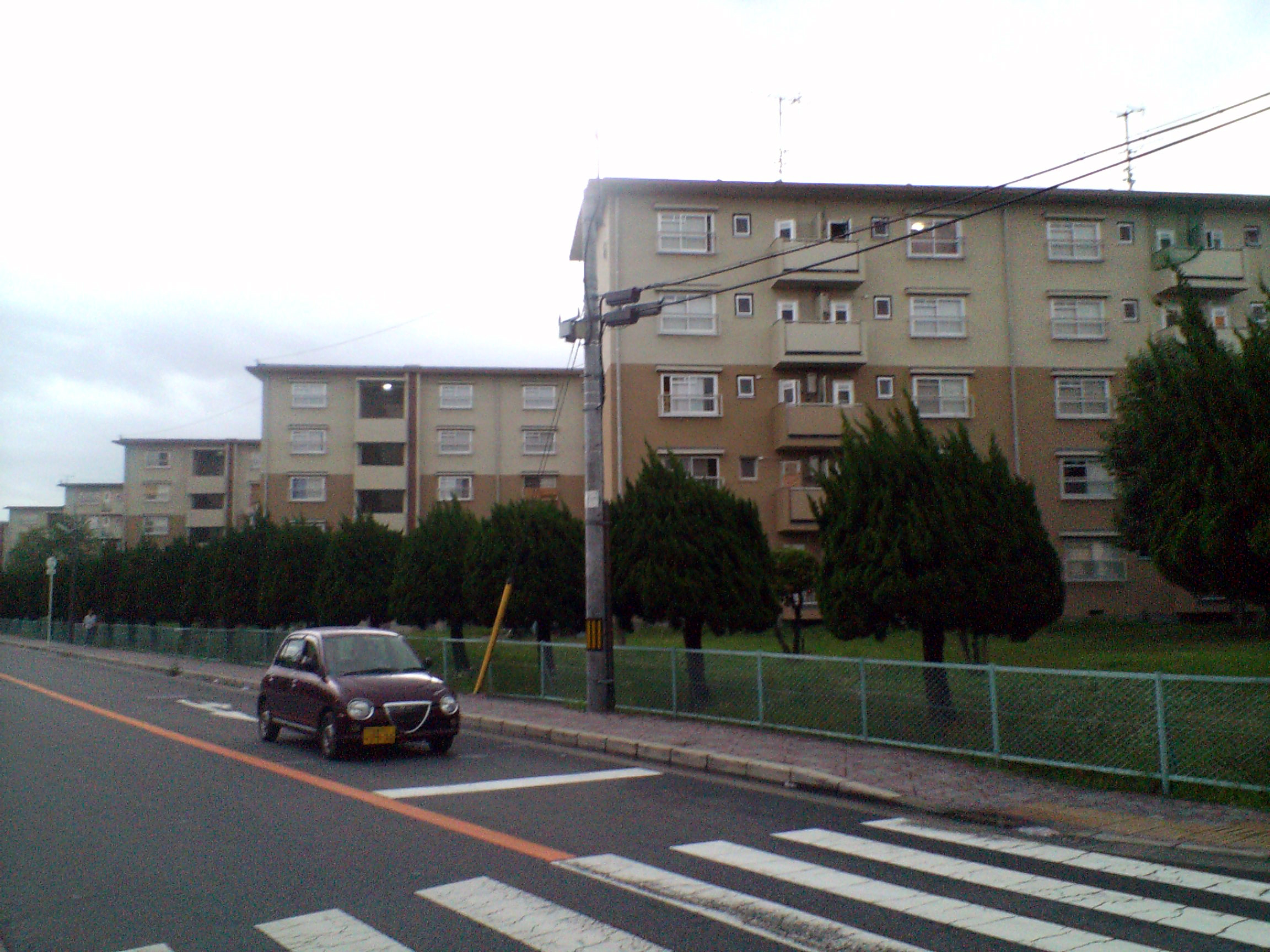
助松団地
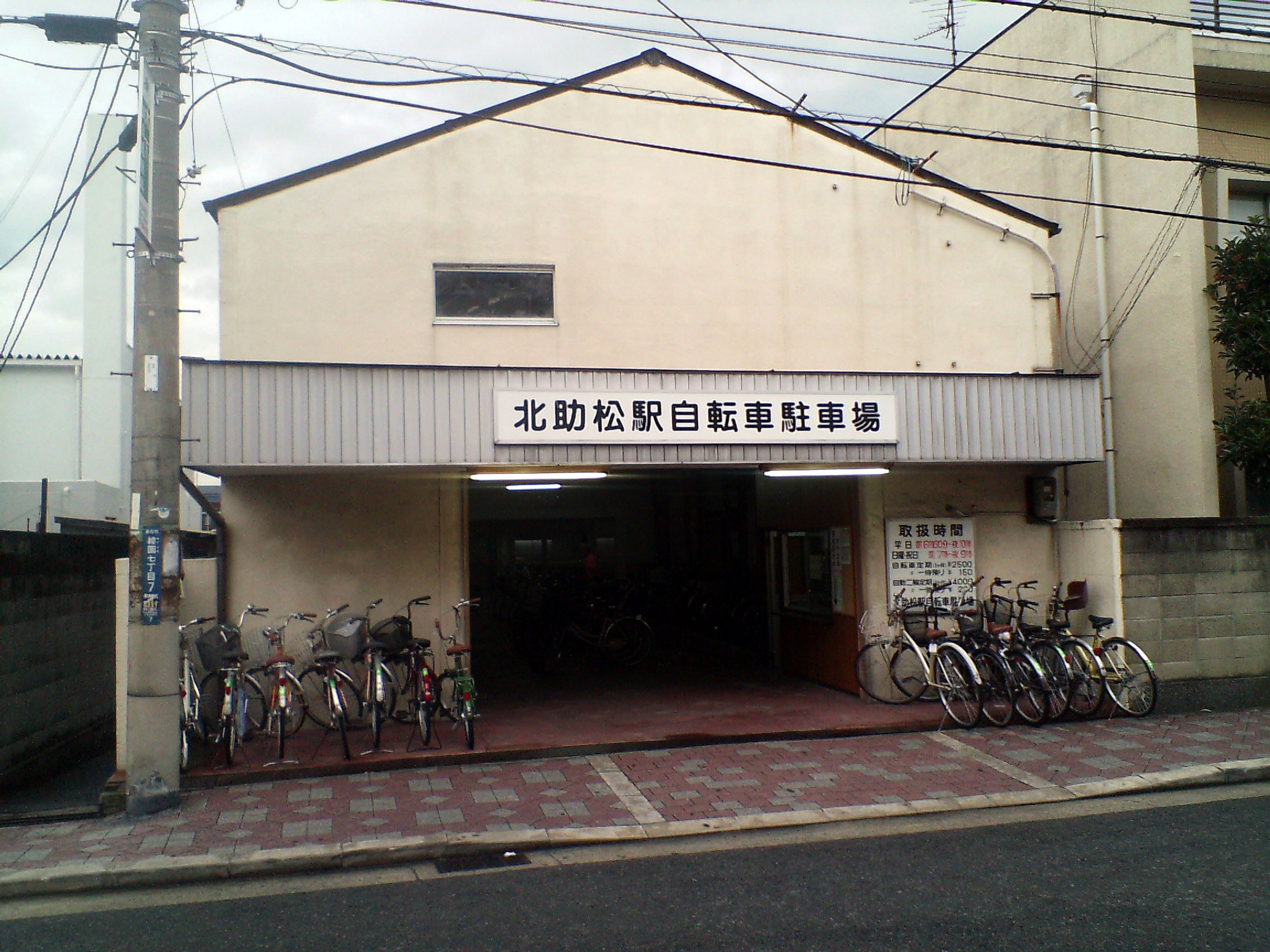
北助松駅自転車駐車場（閉店）
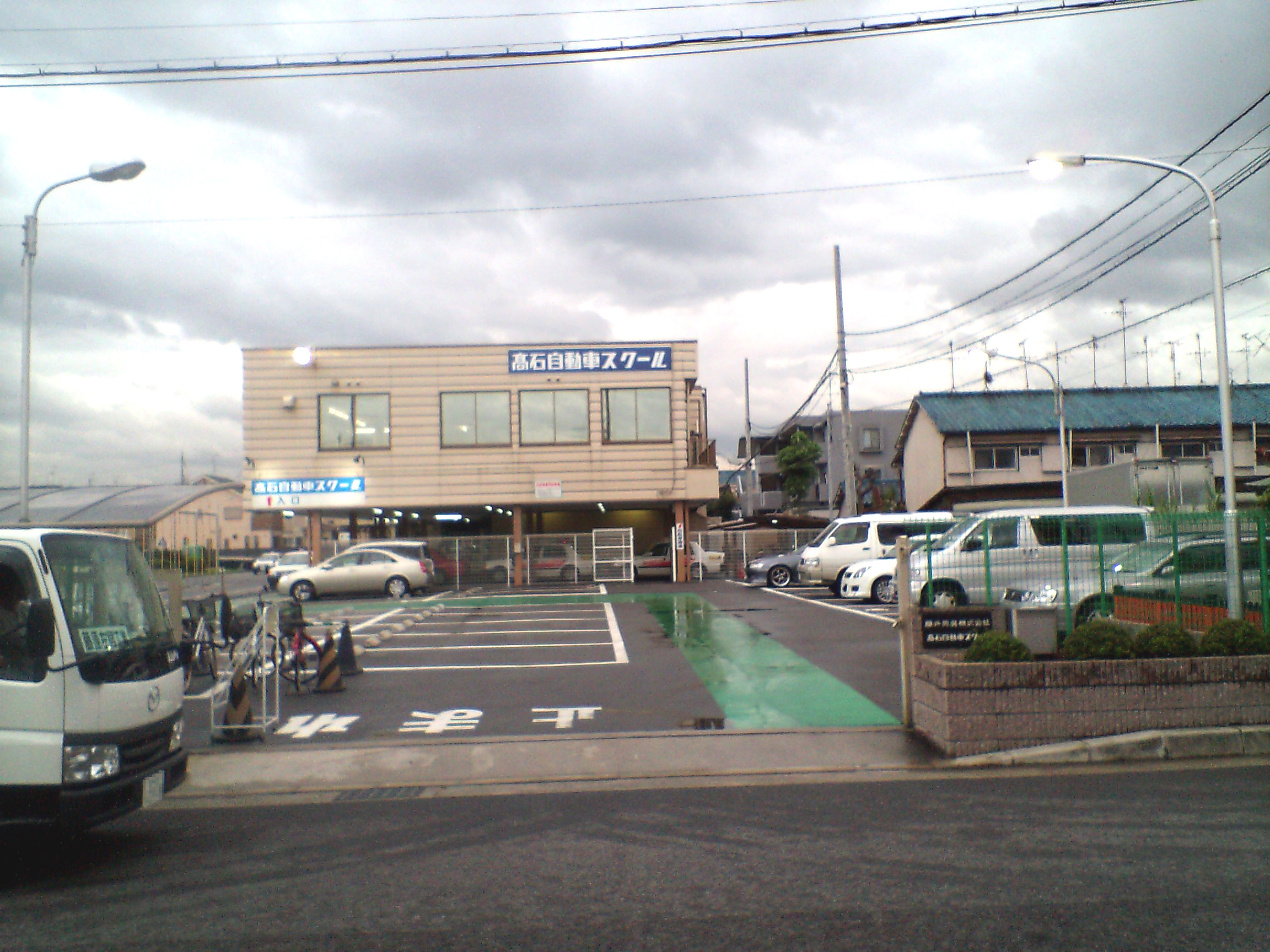
高石自動車スクール
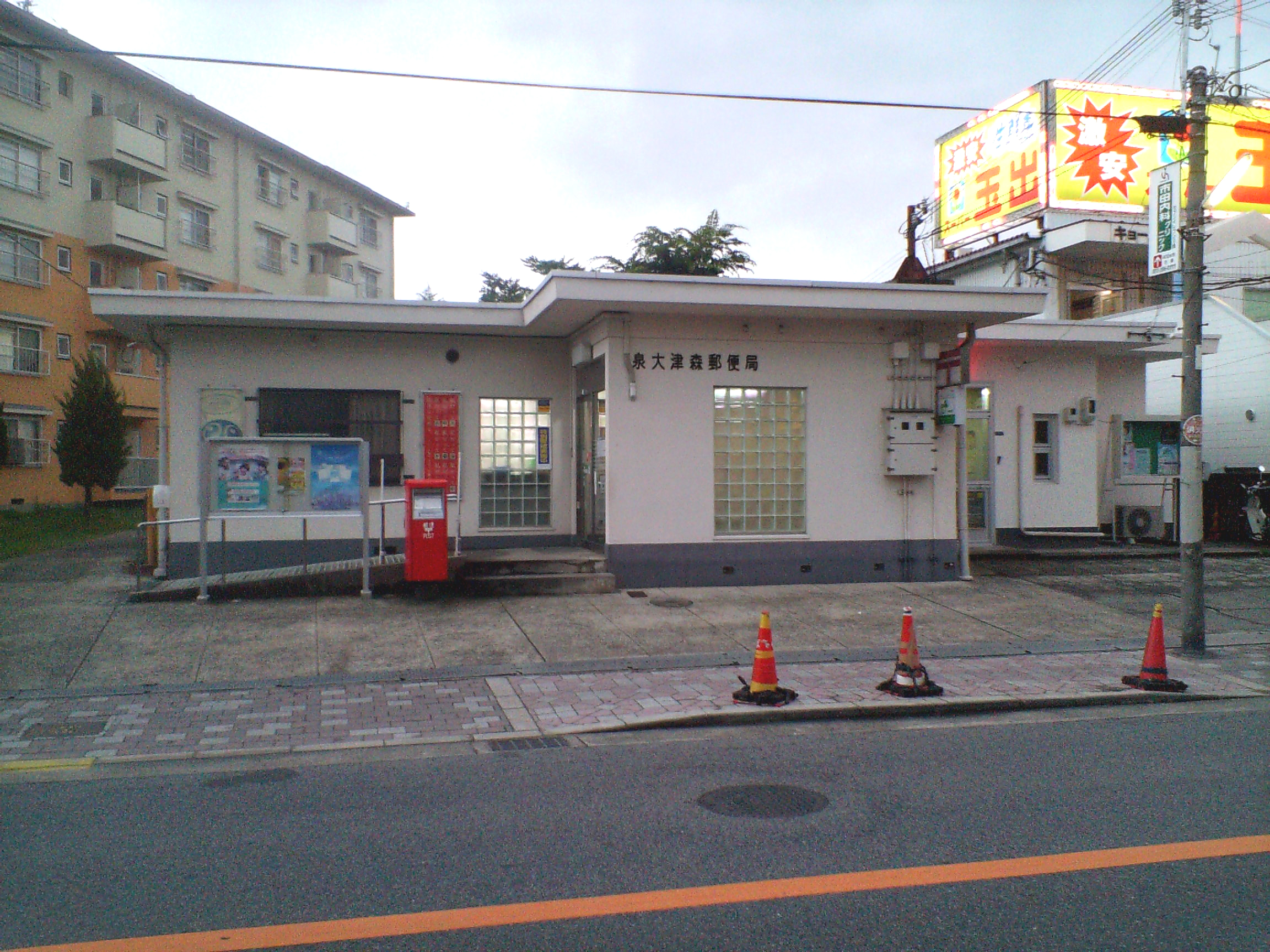
泉大津森郵便局
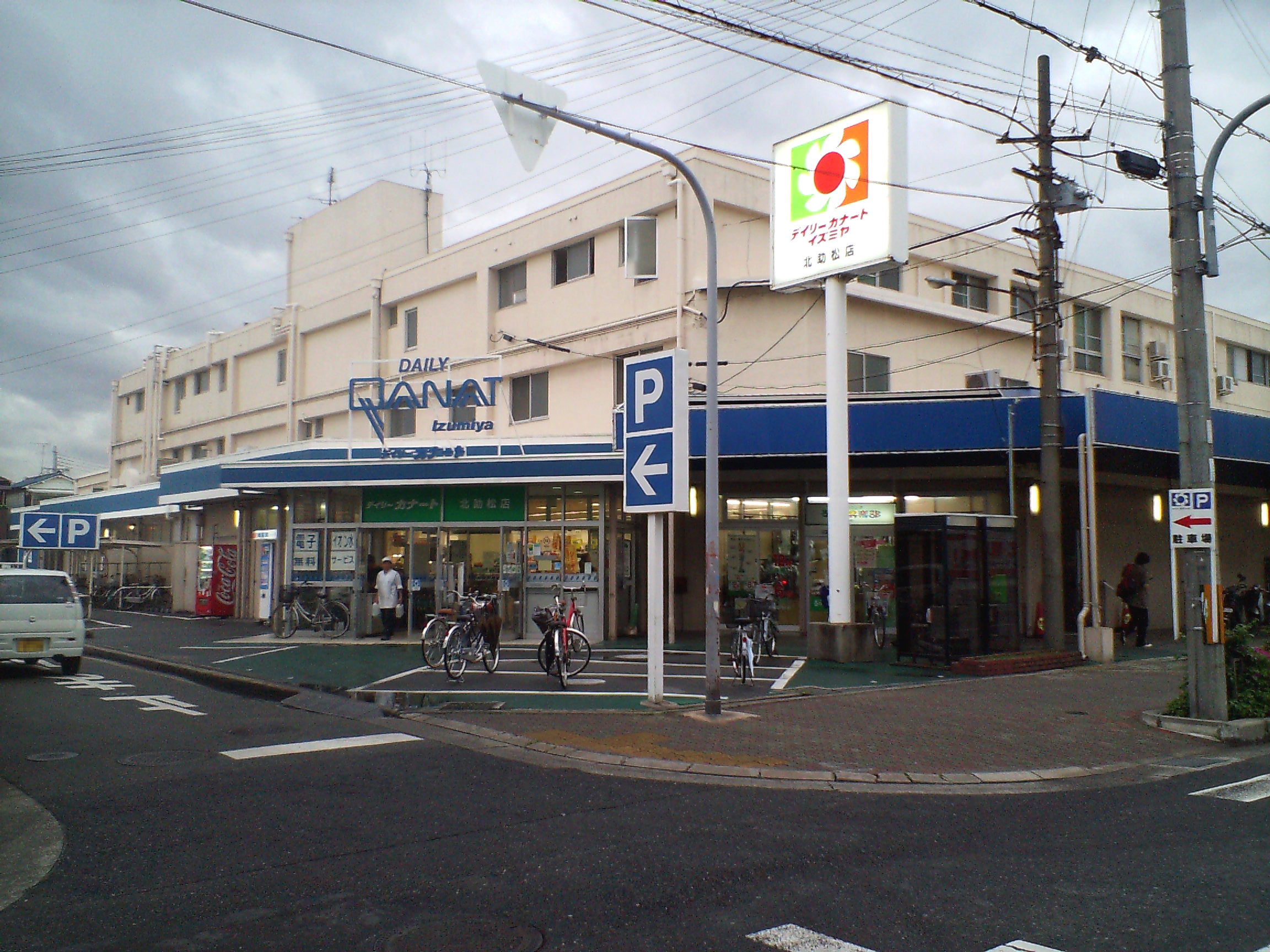
デイリーカナートイズミヤ北助松店（改築前）
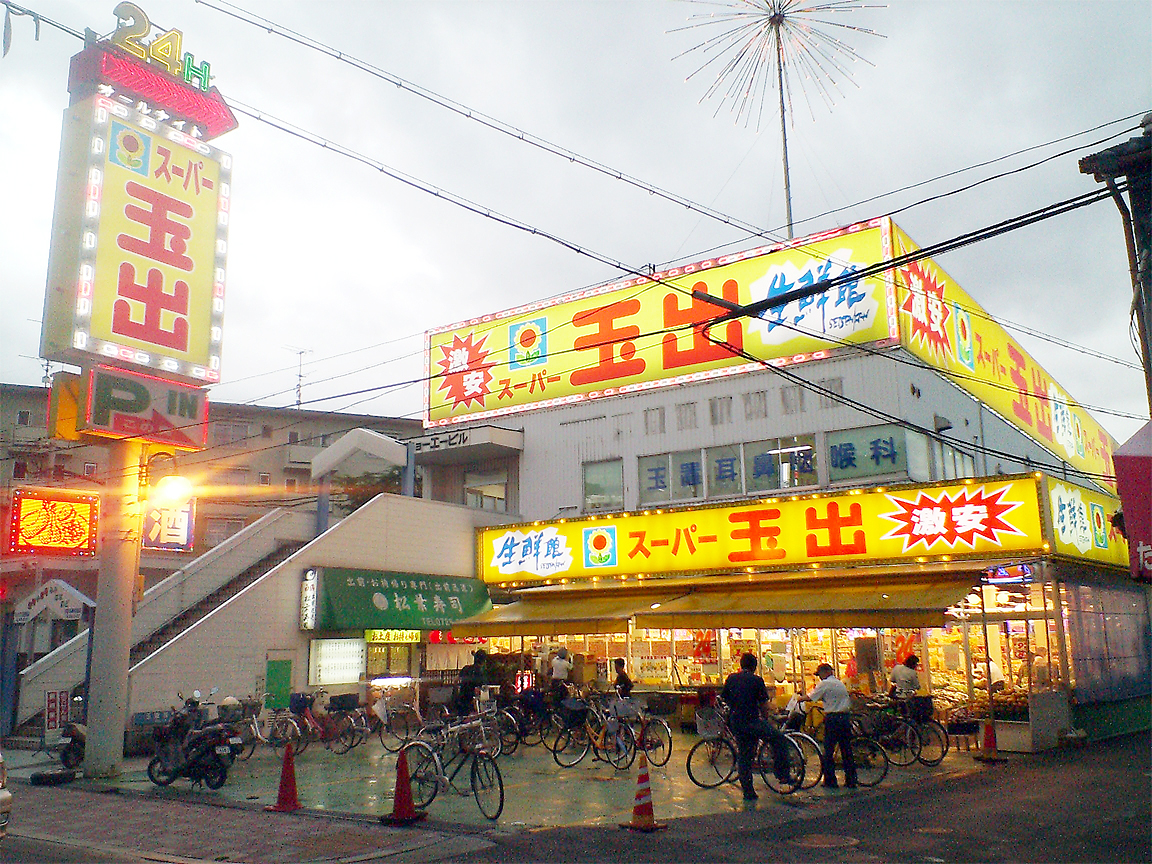
スーパー玉出泉大津店

## 隣の駅
南海電気鉄道
 南海本線

■特急サザン・■急行・■空港急行・■区間急行
通過
■準急（難波行きのみ運転）・■普通
高石駅 (NK17) - 北助松駅 (NK18) - 松ノ浜駅 (NK19)
- 括弧内は駅番号を示す。